# Opistharsostethus humilis
Opistharsostethus humilis är en insektsart som beskrevs av Victor Lallemand 1923. Opistharsostethus humilis ingår i släktet Opistharsostethus och familjen spottstritar. Inga underarter finns listade i Catalogue of Life.